# Protoclythia californica
Protoclythia californica är en tvåvingeart som beskrevs av Kessel 1950. Protoclythia californica ingår i släktet Protoclythia och familjen svampflugor.
Artens utbredningsområde är Kalifornien. Inga underarter finns listade i Catalogue of Life.